# Ken Griffey, Sr.
Pour son fils, voir Ken Griffey Jr.
George Kenneth Griffey, Sr. (né le 10 avril 1950 à Donora, Pennsylvanie, États-Unis) est un ancien joueur de champ extérieur de la Ligue majeure de baseball.
Sa carrière est jouée sur 19 saisons, de 1973 à 1991, au cours desquelles il réussit 2 143 coups sûrs, 152 circuits, 200 buts volés et maintient une moyenne au bâton de ,296. Il dispute 12 saisons chez les Reds de Cincinnati et fait partie de la célèbre Big Red Machine qui remporte la Série mondiale 1975 et la Série mondiale 1976. Trois fois joueur étoile (1976, 1977, 1980), il est nommé joueur du match lors de la partie d'étoiles de 1980.
Il est le père de Ken Griffey, Jr. Le 31 août 1990 chez les Mariners de Seattle, les deux hommes deviennent le premier duo père-fils à jouer ensemble pour une même équipe dans un match de la Ligue majeure de baseball. Ce match, contre les Royals de Kansas City, est le premier de 51 joués par les Griffey comme coéquipiers. Le 14 septembre suivant, le père, âgé de 40 ans, puis son fils de 20 ans enchaînent des circuits contre Kirk McCaskill, en première manche d'un match face aux Angels de la Californie, réalisant une performance inédite. 
Ken Griffey, Sr. est membre depuis 2004 du temple de la renommée des Reds de Cincinnati, honorant leurs plus grands joueurs, et son fils y entre à son tour en 2014.